# John Romero
John Romero (nascido Alfonso John Romero, em 28 de outubro de 1967, na cidade de Colorado Springs, Colorado) é um designer de jogos e programador. É responsável pela popularização dos jogos de tiro em primeira pessoa, como Doom, Wolfenstein 3D, Quake, e Daikatana, que ficaram conhecidos mundialmente.

## Carreira
Na Id Software, Romero trabalhou em vários jogos de sucesso, como Commander Keen (1991), Wolfenstein 3D (1992), Doom (1993), Doom 2 (1994), e Quake (1996). Também trabalhou nos jogos Heretic (1994), e Hexen (1995). Em Novembro de 1996, Romero deixaria a Id Software para tornar-se cofundador, juntamente a Tom Hall, da Ion Storm, na cidade de Dallas, Texas.
Romero sairia da Ion Storm em julho de 2001, e ainda em 17 de julho de 2001, a Ion storm fechou as portas, após quatro anos e meio depois de fundada.
Em 2015 ele e sua esposa fundam na Irlanda o estúdio Romero Games Ltd..

## Ludografia
- SIGIL II (2023), Romero Games Ltd.

- Empire of Sin (2020), Romero Games Ltd.
- SIGIL (2019), Romero Games Ltd.
- Gunman Taco Truck (2017), Romero Games Ltd.
- July 4, 1976 (2017), Playbarf
- Warpcop III (2017), independente
- Grom Skate (2015), Grom Social Inc.
- Dangerous Dave in the Deserted Pirate's Hideout (2015), John Romero
- Techno Dash (2014), Hammerwing Studios, Inc.
- Play Gig-it (2013), Gig-it Corp
- Dodger Down (2013), Howljerk Games
- Pettington Park (2012), Zynga Game Network, Inc.
- Tom Clancy's Ghost Recon: Commander (2012), Ubisoft, Inc.

- Marvel Super Hero Squad Online (2011), Gazillion Entertainment Inc.
- Ravenwood Fair (2010), Lolapps

- Area-51 (2005), Midway Home Entertainment, Inc.
- Gauntlet: Seven Sorrows (2005), Midway Home Entertainment, Inc.
- Cartoon Network Block Party (2004), Majesco Sales, Inc.
- Congo Cube (2003), THQ Wireless Inc.
- Dig It! (2003), THQ Wireless Inc.
- Jewels and Jim (2003), THQ Wireless Inc.
- Red Faction (2003), THQ Wireless Inc.
- Hyperspace Delivery Boy! (2002), Monkeystone Games
- Anachronox (2001), Eidos Interactive, Inc.
- Deus Ex (Game of the Year Edition) (2001), Eidos Interactive, Inc.
- Deus Ex (2000), Eidos Interactive, Inc.
- John Romero's Daikatana (2000), Eidos, Inc.
- Dominion: Storm Over Gift 3 (1998), Eidos Interactive, Inc.
- Half-Life (1998), Sierra On-Line, Inc.
- DOOM 64 (1997), Midway Games, Inc.
- Chex Quest (1996), Ralston-Purina
- Final DOOM (1996), GT Interactive Software Corp.
- Quake (1996), id Software, Inc.
- Strife (1996), Velocity Inc.
- Heretic: Shadow of the Serpent Riders (1995), id Software, Inc.
- Hexen: Beyond Heretic (1995), id Software, Inc.
- The Ultimate DOOM (1995), GT Interactive Software Corp.
- Blake Stone: Planet Strike (1994), FormGen, Inc.
- Corridor 7: Alien Invasion (1994), Capstone Software
- DOOM II: Hell on Earth (1994), GT Interactive Software Corp.
- Heretic (1994), id Software, Inc.
- Rise of the Triad: Dark War (1994), FormGen, Inc.
- Super Noah's Ark 3-D (1994), Wisdom Tree, Inc.
- Bio Menace (1993), Apogee Software, Ltd.
- Blake Stone: Aliens of Gold (1993), Apogee Software, Ltd.
- Curse of the Catacombs (1993), Froggman
- Dangerous Dave's Risky Rescue (1993), Softdisk Publishing
- DOOM (1993), id Software, Inc.
- ScubaVenture The Search For Pirate's Treasure (1993), Softdisk Publishing
- ShadowCaster (1993), ORIGIN Systems, Inc.
- Street Ball (1993), Froggman
- Terror of the Catacombs (1993), Froggman
- Catacomb 3D (1992), Gamer's Edge, Softdisk Publishing
- The Catacomb Abyss (1992), Softdisk Publishing
- Cyberchess (1992), Softdisk Publishing
- Spear of Destiny (1992), FormGen, Inc.
- Wolfenstein 3D (1992), Apogee Software, Ltd.
- Commander Keen 4: Secret of the Oracle (1991), Apogee Software, Ltd.
- Commander Keen 5: The Armageddon Machine (1991), Apogee Software, Ltd.
- Commander Keen 6: Aliens Ate My Baby Sitter! (1991), FormGen, Inc.
- Commander Keen: Keen Dreams (1991), Softdisk Publishing
- Dangerous Dave in the Haunted Mansion (1991), Softdisk Publishing
- Hovertank (1991), Softdisk Publishing
- Paganitzu (1991), Apogee Software, Ltd.
- Rescue Rover (1991), Softdisk Publishing
- Rescue Rover 2 (1991), Expert Software, Inc., Froggman, Softdisk Publishing
- Slordax: The Unknown Enemy (1991), Softdisk Publishing
- Xenopods (1991), Softdisk Publishing
- Alfredo's Stupendous Surprise (1990), Softdisk Publishing
- Big Blue Disk #40 (1990), Softdisk Publishing
- Big Blue Disk #41 (1990), Softdisk Publishing
- Big Blue Disk #44 (1990), Softdisk Publishing
- Catacomb (1990), Softdisk Publishing
- Commander Keen 1: Marooned on Mars (1990), Apogee Software, Ltd.
- Commander Keen 2: The Earth Explodes (1990), Apogee Software, Ltd.
- Commander Keen 3: Keen Must Die! (1990), Apogee Software, Ltd.
- Dark Designs II: Closing the Gate (1990), Softdisk Publishing
- Dino-Sorcerer (1990), Softdisk Publishing
- Pixel Puzzler (1990), Softdisk Publishing
- Shadow Knights (1990), Softdisk Publishing
- Sub Stalker (1990), Softdisk Publishing
- Arthur: The Quest for Excalibur (1989), Infocom
- Big Blue Disk #32 (1989), Softdisk Publishing
- Big Blue Disk #35 (1989), Softdisk Publishing
- How to Weigh an Elephant (1989), Softdisk Publishing
- Journey: The Quest Begins (1989), Infocom
- Magic Boxes (1989), Softdisk Publishing
- Might and Magic II: Gates to Another World (1989), New WorldComputing,Inc.
- Space Rogue (1989), ORIGIN Systems, Inc.
- Twilight Treasures (1989), Softdisk Publishing
- Zappa Roidz (1989), Softdisk Publishing
- Zork Zero: The Revenge of Megaboz (1989), Infocom
- City Centurian (1988), Nibble Magazine
- Dangerous Dave in the Deserted Pirate's Hideout (1988), Uptime Disk Monthly
- James Clavell's Shogun (1988), Infocom
- Evil Eye (1987), Uptime Disk Monthly
- Jumpster (1987), Uptime Disk Monthly
- Krazy Kobra (1987), Uptime Disk Monthly
- Lethal Labyrinth (1987), Uptime Disk Monthly
- Major Mayhem (1987), Nibble Magazine
- Neptune's Nasties (1987), Uptime Disk Monthly
- Pyramids of Egypt (1987), Uptime Disk Monthly
- Subnodule (1987), Keypunch Software, Inc.
- Wacky Wizard (1987), Uptime Disk Monthly
- Zippy Zombi (1987), Uptime Disk Monthly
- Bongo's Bash (1985), A+ Magazine
- Cavern Crusader (1984), A+ Magazine
- Scout Search (1984), inCider Magazine
- Dodge 'Em (1982), Capitol Ideas Software